# حدى
حدى قرية سعودية، ومركز يتبع محافظة رنية بمنطقة مكة المكرمة. تقع في شرق مدينة مكة المكرمة بمسافة نحو (90) كم.